# 毛泡棘豆
毛泡棘豆（学名：Oxytropis trichophysa）为豆科棘豆属下的一个种。